# Йорін тер Морс
Йо́рін тер Морс (нід. Jorien ter Mors) — нідерландська ковзанярка, що виступає як на довгій доріжці, так і у шорт-треку, триразова олімпійська чемпіонка.
Свою першу золоту олімпійську медаль тер Морс завоювала на зимових Олімпійських ігор 2014 року на дистанції 1500 м. Другу вона отримала в складі збірної Нідерландів в командній естафеті. Третю золоту олімпійську медаль Йорін виборола в Пхьончхані на іграх 2018 року на дистанції 1000 м. 